# The Ecstatic
Albums de Mos Def
Mos Definite
(2007)
Singles
1. Life in Marvelous Times
Sortie : 4 novembre 2008
2. Quiet Dog Bite Hard
Sortie : 13 janvier 2009
3. Casa Bey
Sortie : Mai 2009
4. Supermagic
Sortie : Décembre 2009
5. History
Sortie : Janvier 2010

The Ecstatic est le quatrième album studio de Mos Def, sorti le 29 juin 2009.
L'album s'est classé 2e au Top Rap Albums et au Top Independent Albums, 5e au Top R&B/Hip-Hop Albums et 9e au Billboard 200. 	

## Liste des titres
| No  | Titre                                                                     | Contient un (des) sample(s) de                                                                           | Durée |
| --- | ------------------------------------------------------------------------- | --- | ----- |
| 1.  | Supermagic (Produit par Oh No)                                            | Heavy d'Oh No Selah des Poor Righteous Teachers Heartbeat de Taana Gardner                               | 2:32  |
| 2.  | Twilite Speedball (Produit par Chad Hugo et Mos Def)                      | Ghettomusick d'OutKast                                                                                   | 3:02  |
| 3.  | Auditorium (featuring Slick Rick – Produit par Madlib et Mos Def)         | | 4:34  |
| 4.  | Wahid (Produit par Madlib)                                                | Pass the Dutchie de Musical Youth The Rip Off (Scene 3) de Madlib                                        | 1:39  |
| 5.  | Priority (Produit par Preservation)                                       | Flower de Bobby Hebb                                                                                     | 1:22  |
| 6.  | Quiet Dog Bite Hard (Produit par Preservation)                            | Saturday Night Style de Mikey Dread Rapper's Delight du Sugarhill Gang                                   | 2:57  |
| 7.  | Life in Marvelous Times (Produit par Mr. Flash)                           | | 3:41  |
| 8.  | The Embassy (Produit par Mr. Flash et Mos Def)                            | | 2:45  |
| 9.  | No Hay Nada Mas (Produit par Preservation)                                | | 1:42  |
| 10. | Pistola (Produit par Oh No)                                               | In the Rain (Live) du Wooden Glass featuring Billy Wooten Cowboys to Girls des Intruders                 | 3:02  |
| 11. | Pretty Dancer (Produit par Madlib)                                        | | 3:31  |
| 12. | Workers Comp. (Produit par Mr. Flash)                                     | If This World Were Mine de Marvin Gaye et Tammi Terrell                                                  | 2:02  |
| 13. | Revelations (Produit par Madlib)                                          | Long Red de Mountain Savage Beast (Instrumental) de Madvillain 9mm Goes Bang des Boogie Down Productions | 2:03  |
| 14. | Roses (featuring Georgia Anne Muldrow – Produit par Georgia Anne Muldrow) | | 3:41  |
| 15. | History (featuring Talib Kweli – Produit par J Dilla)                     | Two Lovers History de Mary Wells Beautiful Struggle de Talib Kweli                                       | 2:21  |
| 16. | Casa Bey (Produit par MV Bill, Mos Def et Preservation)                   | | 4:32  |